# Dreiband-Europameisterschaft 1986

Logo CEB (ausrichtender Verband)

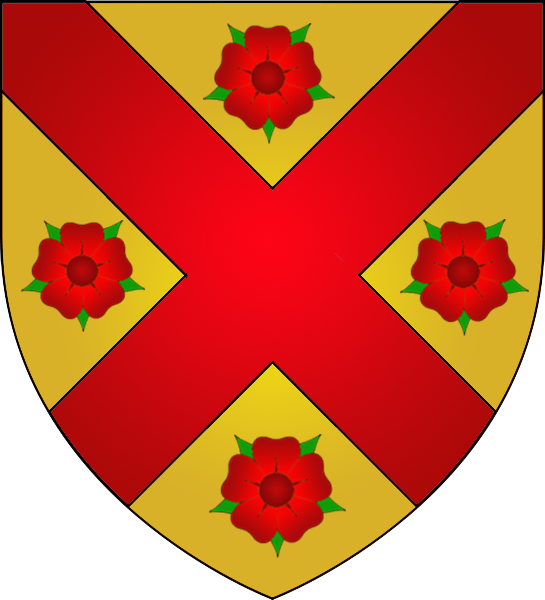
Veranstaltungsort: Bad Mondorf

Die Dreiband-Europameisterschaft 1986 war das 44. Turnier in dieser Disziplin des Karambolagebillards und fand vom 29. Januar bis zum 1. Februar 1986 in Bad Mondorf statt. Es war die erste Dreiband-EM in Luxemburg.

## Geschichte
Torbjörn Blomdahl verteidigte souverän seinen Dreiband-Titel aus dem Vorjahr. Ohne die Teilnahme von Raymond Ceulemans war der Kampf um die Plätze zwei bis vier hart umkämpft. Sie berechtigten die Akteure an der Weltmeisterschaft in Las Vegas teilzunehmen. Die größte Überraschung des Turniers war der Spanier Avelino Rico der die Silbermedaille gewann. Er nahm seit 1963 sporadisch an Europameisterschaften teil und war nie durch besondere Leistungen aufgefallen. Auch die Bronzemedaille von Jorge Theriaga konnte man vor Turnierbeginn nicht unbedingt erwarten. Gute Chancen auf die WM rechnete sich auch der deutsche Meister Hans-Jürgen Kühl aus Essen aus. Leider schaffte er es mit Platz fünf nicht. Johann Scherz, der seit 1957 an fast allen Europameisterschaften teilgenommen hatte, spielte in Bad Mondorf seine letzte EM.

## Modus
Gespielt wurde in der Vorrunde im System „Jeder gegen Jeden“ bis 50 Punkte mit Nachstoß/Aufnahmegleichheit. Die beiden Gruppenersten qualifizierten sich für das Viertelfinale. Die Verlierer der KO-Spiele spielten die Plätze drei bis acht aus.

## Gruppenphase
| MP    | Match Points (Sieger = 2; Unentschieden = 1; Verlierer = 0) |
| Pkte. | Erzielte Karambolagen                                       |
| Aufn. | Benötigte Versuche                                          |
| GD    | Generaldurchschnitt                                         |
| BED   | Bester Einzeldurchschnitt eines Spielers                    |
| HS    | Höchstserie                                                 |
|       | Bester GD des Turniers                                      |
|       | Bester ED des Turniers                                      |
|       | Beste HS des Turniers                                       |
|       | 1. Platz (Gold)                                             |
|       | 2. Platz (Silber)                                           |
|       | 3. Platz (Bronze)                                           |

| Abschlusstabelle Gruppe A  | Abschlusstabelle Gruppe A | Abschlusstabelle Gruppe A | Abschlusstabelle Gruppe A | Abschlusstabelle Gruppe A | Abschlusstabelle Gruppe A | Abschlusstabelle Gruppe A | Abschlusstabelle Gruppe A |
| Platz                      | Name                      | MP                        | Pkte                      | Aufn.                     | GD                        | BED                       | HS                        |
| -------------------------- | ------------------------- | ------------------------- | ------------------------- | ------------------------- | ------------------------- | ------------------------- | ------------------------- |
| 1                          | Torbjörn Blomdahl         | 6:0                       | 150                       | 134                       | 1,119                     | 1,136                     | 10                        |
| 2                          | Avelino Rico              | 4:2                       | 146                       | 146                       | 1,000                     | 1,219                     | 6                         |
| 3                          | Tonny Carlsen             | 2:4                       | 123                       | 150                       | 0,820                     | 1,162                     | 6                         |
| 4                          | Alphonse Grethen          | 0:6                       | 55                        | 128                       | 0,429                     | –                         | 4                         |
| Gruppendurchschnitt: 0,849 |                           |                           |                           |                           |                           |                           |                           |

| Abschlusstabelle Gruppe B  | Abschlusstabelle Gruppe B | Abschlusstabelle Gruppe B | Abschlusstabelle Gruppe B | Abschlusstabelle Gruppe B | Abschlusstabelle Gruppe B | Abschlusstabelle Gruppe B | Abschlusstabelle Gruppe B |
| Platz                      | Name                      | MP                        | Pkte                      | Aufn.                     | GD                        | BED                       | HS                        |
| -------------------------- | ------------------------- | ------------------------- | ------------------------- | ------------------------- | ------------------------- | ------------------------- | ------------------------- |
| 1                          | Marco Zanetti             | 6:0                       | 150                       | 123                       | 1,219                     | 1,428                     | 10                        |
| 2                          | Hans-Jürgen Kühl          | 4:2                       | 147                       | 149                       | 0,986                     | 1,063                     | 6                         |
| 3                          | Paul Stroobants           | 2:4                       | 130                       | 141                       | 0,921                     | 1,000                     | 7                         |
| 4                          | Jyri Virtanen             | 0:6                       | 92                        | 143                       | 0,643                     | –                         | 4                         |
| Gruppendurchschnitt: 0,933 |                           |                           |                           |                           |                           |                           |                           |

| Abschlusstabelle Gruppe C  | Abschlusstabelle Gruppe C | Abschlusstabelle Gruppe C | Abschlusstabelle Gruppe C | Abschlusstabelle Gruppe C | Abschlusstabelle Gruppe C | Abschlusstabelle Gruppe C | Abschlusstabelle Gruppe C |
| Platz                      | Name                      | MP                        | Pkte                      | Aufn.                     | GD                        | BED                       | HS                        |
| -------------------------- | ------------------------- | ------------------------- | ------------------------- | ------------------------- | ------------------------- | ------------------------- | ------------------------- |
| 1                          | Jan Arnouts               | 4:2                       | 142                       | 142                       | 1,000                     | 1,282                     | 8                         |
| 2                          | Johann Scherz             | 4:2                       | 139                       | 165                       | 0,842                     | 0,833                     | 5                         |
| 3                          | Avedis Tachnakian         | 2:4                       | 136                       | 163                       | 0,834                     | 0,925                     | 6                         |
| 4                          | Zoltan Kovaç              | 2:4                       | 135                       | 182                       | 0,741                     | 0,714                     | 5                         |
| Gruppendurchschnitt: 0,846 |                           |                           |                           |                           |                           |                           |                           |

| Abschlusstabelle Gruppe D  | Abschlusstabelle Gruppe D | Abschlusstabelle Gruppe D | Abschlusstabelle Gruppe D | Abschlusstabelle Gruppe D | Abschlusstabelle Gruppe D | Abschlusstabelle Gruppe D | Abschlusstabelle Gruppe D |
| Platz                      | Name                      | MP                        | Pkte                      | Aufn.                     | GD                        | BED                       | HS                        |
| -------------------------- | ------------------------- | ------------------------- | ------------------------- | ------------------------- | ------------------------- | ------------------------- | ------------------------- |
| 1                          | Jorge Theriaga            | 6:0                       | 150                       | 136                       | 1,102                     | 1,315                     | 8                         |
| 2                          | Lennart Blomdahl          | 4:2                       | 132                       | 158                       | 0,835                     | 0,980                     | 7                         |
| 3                          | Fonsy Grethen             | 2:4                       | 142                       | 158                       | 0,898                     | 1,041                     | 6                         |
| 4                          | Jan Niederlander          | 0:6                       | 103                       | 156                       | 0,660                     | –                         | 5                         |
| Gruppendurchschnitt: 0,866 |                           |                           |                           |                           |                           |                           |                           |

## Endrunde
|  | Viertelfinale Spiel bis 50 Punkte | Viertelfinale Spiel bis 50 Punkte | Viertelfinale Spiel bis 50 Punkte | Viertelfinale Spiel bis 50 Punkte | Viertelfinale Spiel bis 50 Punkte | Viertelfinale Spiel bis 50 Punkte |                   |                | Halbfinale Spiel bis 50 Punkte | Halbfinale Spiel bis 50 Punkte | Halbfinale Spiel bis 50 Punkte | Halbfinale Spiel bis 50 Punkte | Halbfinale Spiel bis 50 Punkte | Halbfinale Spiel bis 50 Punkte |      |       | Finale Spiel bis 50 Punkte | Finale Spiel bis 50 Punkte | Finale Spiel bis 50 Punkte | Finale Spiel bis 50 Punkte | Finale Spiel bis 50 Punkte | Finale Spiel bis 50 Punkte |
|  |                                   |                                   |                                   |                                   |                                   |                                   |                   |                |                                |                                |                                |                                |                                |                                |      |       |                            |                            |                            |                            |                            |                            |
|  |                                   | MP                                | Pkt.                              | Aufn.                             | ED                                | HS                                |                   |                |                                |                                |                                |                                |                                |                                |      |       |                            |                            |                            |                            |                            |                            |
|  |                                   | MP                                | Pkt.                              | Aufn.                             | ED                                | HS                                |                   |                |                                |                                |                                |                                |                                |                                |      |       |                            |                            |                            |                            |                            |                            |
|  | Torbjörn Blomdahl                 | 2                                 | 50                                | 34                                | 1,470                             | 6                                 |                   |                |                                |                                |                                |                                |                                |                                |      |       |                            |                            |                            |                            |                            |                            |
|  | Torbjörn Blomdahl                 | 2                                 | 50                                | 34                                | 1,470                             | 6                                 |                   | MP             | Pkt.                           | Aufn.                          | ED                             | HS                             |                                |                                |      |       |                            |                            |                            |                            |                            |                            |
|  | Johann Scherz                     | 0                                 | 25                                | 34                                | 0,735                             | 4                                 |                   | MP             | Pkt.                           | Aufn.                          | ED                             | HS                             |                                |                                |      |       |                            |                            |                            |                            |                            |                            |
|  | Johann Scherz                     | 0                                 | 25                                | 34                                | 0,735                             | 4                                 | Torbjörn Blomdahl | 2              | 50                             | 34                             | 1,470                          | 5                              |                                |                                |      |       |                            |                            |                            |                            |                            |                            |
|  |                                   | MP                                | Pkt.                              | Aufn.                             | ED                                | HS                                | Torbjörn Blomdahl | 2              | 50                             | 34                             | 1,470                          | 5                              |                                |                                |      |       |                            |                            |                            |                            |                            |                            |
|  |                                   | MP                                | Pkt.                              | Aufn.                             | ED                                | HS                                |                   | Jorge Theriaga | 0                              | 20                             | 34                             | 0,588                          | 3                              |                                |      |       |                            |                            |                            |                            |                            |                            |
|  | Jorge Theriaga                    | 2                                 | 50                                | 40                                | 1,250                             | 7                                 |                   | Jorge Theriaga | 0                              | 20                             | 34                             | 0,588                          | 3                              |                                |      |       |                            |                            |                            |                            |                            |                            |
|  | Jorge Theriaga                    | 2                                 | 50                                | 40                                | 1,250                             | 7                                 |                   |                |                                |                                |                                |                                |                                | MP                             | Pkt. | Aufn. | ED                         | HS                         |                            |                            |                            |                            |
|  | Hans-Jürgen Kühl                  | 0                                 | 29                                | 40                                | 0,725                             | 5                                 |                   |                |                                |                                |                                |                                |                                | MP                             | Pkt. | Aufn. | ED                         | HS                         |                            |                            |                            |                            |
|  | Hans-Jürgen Kühl                  | 0                                 | 29                                | 40                                | 0,725                             | 5                                 | Torbjörn Blomdahl | 2              | 50                             | 44                             | 1,136                          | 8                              |                                |                                |      |       |                            |                            |                            |                            |                            |                            |
|  |                                   | MP                                | Pkt.                              | Aufn.                             | ED                                | HS                                | Torbjörn Blomdahl | 2              | 50                             | 44                             | 1,136                          | 8                              |                                |                                |      |       |                            |                            |                            |                            |                            |                            |
|  |                                   | MP                                | Pkt.                              | Aufn.                             | ED                                | HS                                |                   | Avelino Rico   | 0                              | 48                             | 44                             | 1,090                          | 8                              |                                |      |       |                            |                            |                            |                            |                            |                            |
|  | Avelino Rico                      | 2                                 | 50                                | 54                                | 0,925                             | 5                                 |                   | Avelino Rico   | 0                              | 48                             | 44                             | 1,090                          | 8                              |                                |      |       |                            |                            |                            |                            |                            |                            |
|  | Avelino Rico                      | 2                                 | 50                                | 54                                | 0,925                             | 5                                 |                   | MP             | Pkt.                           | Aufn.                          | ED                             | HS                             |                                |                                |      |       |                            |                            |                            |                            |                            |                            |
|  | Jan Arnouts                       | 0                                 | 44                                | 54                                | 0,814                             | 8                                 |                   | MP             | Pkt.                           | Aufn.                          | ED                             | HS                             |                                |                                |      |       |                            |                            |                            |                            |                            |                            |
|  | Jan Arnouts                       | 0                                 | 44                                | 54                                | 0,814                             | 8                                 | Avelino Rico      | 2              | 50                             | 42                             | 1,190                          | 5                              |                                |                                |      |       |                            |                            |                            |                            |                            |                            |
|  |                                   | MP                                | Pkt.                              | Aufn.                             | ED                                | HS                                | Avelino Rico      | 2              | 50                             | 42                             | 1,190                          | 5                              |                                |                                |      |       |                            |                            |                            |                            |                            |                            |
|  |                                   | MP                                | Pkt.                              | Aufn.                             | ED                                | HS                                |                   | Marco Zanetti  | 0                              | 49                             | 42                             | 1,166                          | 7                              |                                |      |       |                            |                            |                            |                            |                            |                            |
|  | Marco Zanetti                     | 2                                 | 50                                | 39                                | 1,282                             | 10                                |                   | Marco Zanetti  | 0                              | 49                             | 42                             | 1,166                          | 7                              |                                |      |       |                            |                            |                            |                            |                            |                            |
|  | Marco Zanetti                     | 2                                 | 50                                | 39                                | 1,282                             | 10                                |                   |                |                                |                                |                                |                                |                                |                                |      |       |                            |                            |                            |                            |                            |                            |
|  | Lennart Blomdahl                  | 0                                 | 45                                | 39                                | 1,153                             | 7                                 |                   |                |                                |                                |                                |                                |                                |                                |      |       |                            |                            |                            |                            |                            |                            |
|  | Lennart Blomdahl                  | 0                                 | 45                                | 39                                | 1,153                             | 7                                 |                   |                |                                |                                |                                |                                |                                |                                |      |       |                            |                            |                            |                            |                            |                            |

### Platzierungsspiele
| Platz            | Name             | MP  | Pkte | Aufn. | GD    | BED   | HS |
| ---------------- | ---------------- | --- | ---- | ----- | ----- | ----- | -- |
| Spiel um Platz 3 |                  |     |      |       |       |       |    |
| 3                | Jorge Theriaga   | 2:0 | 50   | 39    | 1,282 | 1,282 | 7  |
| 4                | Marco Zanetti    | 0:2 | 42   | 39    | 1,076 | –     | 6  |
| Spiel um Platz 5 |                  |     |      |       |       |       |    |
| 5                | Hans-Jürgen Kühl | 2:0 | 50   | 52    | 0,961 | 0,961 | 5  |
| 6                | Jan Arnouts      | 0:2 | 45   | 52    | 0,865 | –     | 7  |
| Spiel um Platz 7 |                  |     |      |       |       |       |    |
| 7                | Johann Scherz    | 2:0 | 50   | 44    | 1,136 | 1,136 | 8  |
| 8                | Lennart Blomdahl | 0:2 | 43   | 44    | 0,977 | –     | 8  |

## Abschlusstabelle
| Endklassement              | Endklassement     | Endklassement | Endklassement | Endklassement | Endklassement | Endklassement | Endklassement |
| Platz                      | Name              | MP            | Pkte          | Aufn.         | GD            | BED           | HS            |
| -------------------------- | ----------------- | ------------- | ------------- | ------------- | ------------- | ------------- | ------------- |
| 1                          | Torbjörn Blomdahl | 12:0          | 300           | 246           | 1,219         | 1,470         | 10            |
| 2                          | Avelino Rico      | 8:4           | 294           | 286           | 1,027         | 1,219         | 8             |
| 3                          | Jorge Theriaga    | 10:2          | 270           | 249           | 1,084         | 1,315         | 8             |
| 4                          | Marco Zanetti     | 8:4           | 291           | 243           | 1,197         | 1,428         | 10            |
| 5                          | Hans-Jürgen Kühl  | 6:4           | 226           | 241           | 0,937         | 1,063         | 6             |
| 6                          | Jan Arnouts       | 4:6           | 231           | 248           | 0,931         | 1,282         | 8             |
| 7                          | Johann Scherz     | 6:4           | 214           | 243           | 0,880         | 1,136         | 8             |
| 8                          | Lennart Blomdahl  | 4:6           | 220           | 241           | 0,912         | 0,980         | 8             |
| 9                          | Paul Stroobants   | 2:4           | 130           | 141           | 0,921         | 0,877         | 7             |
| 10                         | Fonsy Grethen     | 2:4           | 142           | 158           | 0,898         | 1,041         | 6             |
| 11                         | Avedis Tachnakian | 2:4           | 136           | 163           | 0,834         | 0,925         | 6             |
| 12                         | Tonny Carlsen     | 2:4           | 123           | 150           | 0,820         | 1,162         | 6             |
| 13                         | Zoltan Kovaç      | 2:4           | 135           | 182           | 0,741         | 0,714         | 5             |
| 14                         | Jan Niederlander  | 0:6           | 103           | 156           | 0,660         | –             | 5             |
| 15                         | Jyri Virtanen     | 0:6           | 92            | 143           | 0,643         | –             | 4             |
| 16                         | Alphonse Grethen  | 0:6           | 55            | 128           | 0,429         | –             | 4             |
| Turnierdurchschnitt: 0,866 |                   |               |               |               |               |               |               |